# 上雄信內站
上雄信內站（日语：／ Kami-onoppunai eki */?）是北海道旅客鐵道（JR北海道）宗谷本線沿線的一個已廢棄車站，位於北海道天鹽郡幌延町大字雄興字雄信內，1956年初設時原本是日本國有鐵道所屬的一個假乘降場（臨時停靠站），但在國鐵分割民營化、本站由JR北海道接手時，一併升格為正式車站。由於使用率過低，2001年7月1日時與下中川和蘆川兩個同樣位於宗谷本線的車站一同廢站。在廢站之前每日僅有兩個班次的列車會停靠本站。

## 車站構造
- 設有一側式月台一線的地面車站。
- 無人站。
- 周圍全為私人土地，乘客無法以正常方式進出車站。

## 車站周邊
- 天鹽川 - 位於車站南方。

## 歷史
- 1956年（昭和31年）5月1日 - 以日本國有鐵道上雄信內臨時停靠站（上雄信内仮乗降場）之姿啟用。
- 1987年（昭和62年）4月1日 - 國鐵分割民營化，車站由JR北海道繼承，並同時升格為一般車站。
- 1990年（平成3年）3月10日 - 設定營業距離。
- 2001年（平成13年）7月1日 - 因使用量過低而廢站。

## 車站遺址
因廢站後車站建築被移去，因此很難找到車站的遺址。

## 相鄰車站
北海道旅客鐵道
宗谷本線
糠南－上雄信內－雄信內